# Max Baldry
Maxim Alexander „Max” Baldry (ur. 5 stycznia 1996 w Londynie) – brytyjski aktor dziecięcy, najbardziej znany z roli Stepana w filmie Wakacje Jasia Fasoli.

## Życiorys
Urodził się w Londynie jako syn Rosjanki Kariny i Anglika Simona Baldry. Jego starszy brat, Vic Baldry (ur. 1984), zajmuje się sprzedażą i marketingiem. Przez pierwsze siedem lat życia mieszkał w Moskwie i Warszawie, gdzie jego ojciec załatwiał sprawy biznesowe związane z Cadbury. W 2003 powrócił do Anglii. Od najmłodszych lat interesował się aktorstwem. Brał udział w wielu niezależnych produkcjach scenicznych, w tym Piotruś i wilk Siergieja Prokofjewa występując w V&A. W 2005 podjął naukę w Jacke Palmer Stage School.
W telewizyjnym serialu Rzym (2005–2007) grał Cezariona. Wystąpił także w filmach A Necessary Fiction (2007) oraz Kleine Eisbär 2 (2005), gdzie podkładał dźwięk postaci Chucho. Jako Stepan Dachevsky w komedii Wakacje Jasia Fasoli (2007) zdobył nominację do nagrody Young Artist Award w kategorii „Najlepszy występ w filmie fabularnym”. W 2008 grał na scenie Teatru Narodowego w przedstawieniu Tatuażu róży.

## Filmografia
- 2005–2007: Rzym (Rome) jako Cezarion
- 2007: Wakacje Jasia Fasoli (Mr. Bean's Holiday) jako Stepan Dachevsky
- 2016–2017: Życie w Hollyoaks (Hollyoaks) jako Liam Donovan
- 2019: Last Christmas jako Ed
- 2019: Rok za rokiem (Years and Years) jako Viktor Goraya